# Omar Gutiérrez (periodista)
Omar Humberto Gutiérrez Larré (San José de Mayo, 21 de enero de 1948-12 de septiembre de 2018) fue un locutor, comunicador y periodista uruguayo.

## Trayectoria
Fue presentador de radio y televisión. Su amplia trayectoria en medios de comunicación se inició en su ciudad natal. Hacia 1978 ingresó a CX 20 Radio Monte Carlo, participó en El Tren de la noche. En 1987, en Radio Oriental con De par en par. 
En 1989 ingresó a la televisión con De Par en Par en Televisión por Canal 4, cosechando un buen éxito de público. En 1990, en el mismo canal, comenzó con De Igual a Igual.
En 2005 comenzó un ciclo de radio en CX 20 Radio Monte Carlo llamado Bigote pa´rriba, junto a Beatriz Sevallo, con un estilo fresco, divertido, presentaba notas de actualidad y también mucho humor, interactuando con la audiencia, brindando chispazos de temas icónicos de la identidad nacional. Continuó en el aire de Radio Monte Carlo hasta diciembre de 2009.
En 2006 estuvo muy enfermo, pero tuvo una recuperación y se pudo reintegrar a la actividad pública.
Luego de rumores de su desvinculación de Canal 4 y un supuesto pase a Canal 10, en 2009 pasó a estar solo los sábados en el Canal 4 con su formato musical del estilo De Igual a Igual del sábado en el programa Agitando una más, a la vez que de lunes a viernes condujo en Canal 5, un programa de entrevistas con el estilo que tenía De Igual a Igual los días de semana, llamado Igualito, no es lo mismo.
En 2010, los rumores de su pase a Canal 10 se hicieron realidad, y a partir de marzo pasó a conducir en la mañana, Hola Vecinos junto a la comunicadora y periodista Ana Nahúm.
Fue desde 2007 hasta 2017, conductor de la maratón televisiva de la Fundación Teletón, que buscó recaudar fondos para la atención de niños y jóvenes con condiciones diferentes. 
Debido a la falta de unidad en los criterios con la producción del ciclo matutino de Canal 10, fue que a partir de marzo de 2013, ya no formó parte del mismo, pasó a tener otro ciclo llamado La Yapa con entrevistas y humor. Dicho ciclo se emitió en horario de la mañana después de su ex programa, Hola Vecinos.
Su última actividad fue conducir el programa "Pipí Cucú" por CX30 Radio Nacional, producido por su hija Clara Gutiérrez. Tras sufrir problemas de salud, lo acompañó en la conducción la locutora Sonia Carrero, con quien trabajara años atrás en radio Oriental.
Omar es reconocido por ser uno de los primeros comunicadores en brindarle espacio a la música tropical uruguaya.

## Política
En un gesto de apoyo al Frente Amplio en las Elecciones municipales de Uruguay de 2010 en su departamento de origen San José, Omar fue como tercer suplente de los candidatos a Intendente Julio Callorda y Walter de León. Ambos contaban con buenas chances, debido al triunfo del Frente Amplio en las elecciones presidenciales de octubre de 2009, pero terminaron derrotados por escaso margen por el candidato del Partido Nacional José Luis Falero, sucesor del también nacionalista Juan Chiruchi.

## Muerte
El 9 de agosto de 2018 fue ingresado al CTI; se pudo recuperar pero volvió a caer en coma. Falleció el 12 de septiembre de 2018 por las complicaciones causadas por una fractura de cadera, sumadas a enfermedades respiratorias. Sus restos yacen en el cementerio de San José de Mayo.

## Homenajes
- 2019: mural callejero en San José, realizado por el artista José Gallino[3]
- 2019: el conjunto de parodistas Nazarenos realizó una parodia homenajeando su vida, logrando obtener el primer premio de su categoría en el Carnaval 2019.